# ليونارد ثورنتون
ليونارد ثورنتون (بالإنجليزية: Leonard Thornton)‏ هو دبلوماسي نيوزيلندي، ولد في 15 أكتوبر 1916 في كرايستشرش في نيوزيلندا، وتوفي في 10 يونيو 1999 في ويلينغتون في نيوزيلندا.